# Protonarthron olympianum
Protonarthron olympianum là một loài bọ cánh cứng trong họ Cerambycidae.